# Зангиев, Дзантемир Георгиевич
Дзантеми́р Гео́ргиевич Занги́ев (осет. Зӕнджиаты Георгийы фырт Дзантемир; 16 февраля 1936, город Ардон, Северная Осетия — Алания — 1 марта 2020) — заслуженный тренер РСФСР по вольной борьбе (1980), двукратный чемпион РСФСР (1966, 1969), почётный мастер спорта СССР.
Отец известного борца Виктора Зангиева.

## Биография
Родился 16 февраля 1936 года в городе Ардоне Северной Осетии.
Становился двукратным чемпионом РСФСР в 1966 и 1969 годах. Окончил Хабаровский институт физической культуры.
Работая тренером, воспитал много профессиональных борцов, среди которых его сын, чемпион Европы и мира среди молодёжи, шестикратный чемпион РСФСР, призёр чемпионатов СССР — Виктор Зангиев.
Глава Администрации местного самоуправления Ардонского городского поселения Ардонского района РСО-Алания.

## Награды и звания
- Орден «Знак Почёта» (1968)
- Орден Трудового Красного Знамени (1978)